# Kisa landskommun
Kisa landskommun var en tidigare kommun i Östergötlands län.

## Administrativ historik
När 1862 års kommunalförordningar trädde i kraft inrättades i  Kisa socken i Kinda härad i Östergötland denna kommun. 
I kommunen inrättades 15 april 1904 Kisa municipalsamhälle vilket upplöstes när landskommunen upplöstes 1952. 
Vid kommunreformen 1952 uppgick denna  i Västra Kinda landskommun som 1974 uppgick i Kinda kommun.

## Politik

### Mandatfördelning i Kisa landskommun 1946
|  | 12 | 4 | 4 | 4 |

| 25 |